# Yulchon-myeon
Yulchon-myeon (koreanska: 율촌면) är en socken i stadskommunen Yeosu i provinsen Södra Jeolla, i den södra delen av Sydkorea, 305 km söder om huvudstaden Seoul.